# Analogy
Analogy foi um grupo ítalo-alemão de rock progressivo.

## História
Embora a proveniência exterior de quatro dos cinco componentes deste grupo, os Analogy merecem, sem dúvida, um lugar ao lado dos outros grupos do pop italiano, tendo transcurso a inteira carreira na Itália, tendo realizado nesse país os seus discos.
O grupo foi formado por quatro músicos alemães que viviam em Varese, três deles eram crescidos lá. Thurn-Mithoff, chegou em 1968, junto a dois italianos, o tecladista de Arona, Nicola Pankoff e o baixista Mauro Rattaggi.
O nome inicial do grupo era The Joice, mudado por um erro da casa discográfica em Yoice, e com esse nome saiu o primeiro e único 45 rotações para a pequena etiqueta Produzioni Ventotto (Produções vinte e oito), distribuída pela Messaggerie Musicali.
Em 1972, com a saída de Rattaggi e a passagem do guitarrista rítmico Schoene ao baixo, o grupo mudou para Analogy, e teve a possibilidade de tocar em concertos muito importantes, como o Festival pop de Caracala em Roma, o primeiro com o novo nome, e o Be-In em Nápoles, permanecendo porém desconhecido fora da Itália, com exceção da Suíça.
O disco deles, muito raro e interessante, mostra influências rock-blues, com a bela voz da cantora Jutta Nienhaus, em forte evidência, e tinha uma característica capa com os seus componentes completamente nus.
Em 1973, o tecladista Nicola Pankoff saiu do grupo, contudo continuando a tocar e ocupar-se de pintura, e foi substituído pelo flautista Rocco Abate.
A banda desapareceu definitivamente em torno de 1974, depois de mais de 250 concertos na Itália e cerca de 60 na Suíça.
Jutta Nienhaus e Martin Thurn-Mithoff colaboraram com Franco Battiato no álbum Sulle corde di Aries, de 1973, com o músico e compositor Paolo Ciarchi e com o Collettivo Teatrale La Comune, de Dario Fo, em 1974, aparecendo no cassete intitulado Cammina cammina.
Os dois se transferiram depois para a Inglaterra, onde formaram um novo grupo chamado Earthbound em 1975. A formação originária acabou em 1977, reformando-se depois com novos músicos e realizando somente um raro cassete, com um estilo que recorda algumas notas dos Curved Air, mas se resente das influências da nascente new-wave. É interessante notar como Nienhaus e Thurn se descreveram nas páginas informativas para a estampa como ex-componentes do grupo italiano Analogy. Durante a sua carreira, os Earthbound tocaram também na Itália setentrional, terminando suas atividades no fim de 1979.
Os mesmos músicos gravaram em Londres em 1980 uma ambiciosa mini-ópera de inspiração sinfônica, The Suite, composta e tocada ao vivo desde 1974, mas publicada pela primeira vez em 1993 de novo com o velho nome Analogy.
Um novo CD, estampado em 1996, pela etiqueta alemã Ohrwaschl, mas nunca gravado na Itália no ano precedente, contêm refazimentos de velhas músicas de uma formação que compreendia Nienhaus e Thurn com o baixista original Rattaggi e outros músicos. O disco era intenso como homenagem o baterista Mops Nienhaus, morto anos antes.
A única aparição ao vivo depois dessas gravações foi feita em 2003 quando a banda formada por Jutta Nienhaus, Martin Thurn-Mithoff, Mauro Rattaggi e Geoff Cooper, segundo baterista dos Earthbound, tocaram God's Own Land em um clube perto de Saarbrücken para o cinquentésimo aniversário de Nienhaus. Foi o primeiro concerto da banda na Alemanha.

## Álbum
- 1972 Analogy Ventotto (PRV 2204)
- 1996 25 years later Ohrwaschl (OWR 07) - Alemanha, novas gravações de 1995
- 2000 The Suite Akarma (AK 2011)